# José Castillo Tielmans, Ocozocoautla de Espinosa
José Castillo Tielmans är en ort i Mexiko.   Den ligger i kommunen Ocozocoautla de Espinosa och delstaten Chiapas, i den sydöstra delen av landet, 700 km sydost om huvudstaden Mexico City. José Castillo Tielmans ligger 1 043 meter över havet och antalet invånare är 240.
Terrängen runt José Castillo Tielmans är huvudsakligen kuperad, men norrut är den platt. José Castillo Tielmans ligger uppe på en höjd. Runt José Castillo Tielmans är det ganska glesbefolkat, med 42 invånare per kvadratkilometer. Närmaste större samhälle är Ocozocoautla de Espinosa, 18,8 km nordost om José Castillo Tielmans. I omgivningarna runt José Castillo Tielmans växer huvudsakligen savannskog.